# Pontificia accademia di latinità
La Pontificia accademia di latinità (in latino Pontificia Academia Latinitatis) è un'accademia della Curia romana, istituita nel 2012 da papa Benedetto XVI e dipendente dal Dicastero per la cultura e l'educazione, che promuove lo studio, l'uso e la diffusione della lingua latina. Sostituisce la precedente fondazione Latinitas.

## Obiettivi
L'accademia, istituita da Benedetto XVI col motu proprio "Latina lingua" del 10 novembre 2012, si prefigge i seguenti obiettivi:
- favorire la conoscenza e lo studio della lingua e della letteratura latina, sia classica sia patristica, medievale e umanistica, in particolare presso le istituzioni formative cattoliche, nelle quali sia i seminaristi che i sacerdoti sono formati e istruiti;
- promuovere nei diversi ambiti l'uso del latino, come lingua sia scritta che parlata.

## Attività
Le principali attività della Pontificia accademia di latinità sono:
- curare pubblicazioni, incontri, convegni di studio e rappresentazioni artistiche;
- istituire e sostenere corsi, seminari e altre iniziative formative, anche in collegamento col Pontificio istituto superiore di latinità;
- educare le giovani generazioni alla conoscenza del latino, anche mediante i moderni mezzi di comunicazione;
- organizzare attività espositive, mostre e concorsi;
- sviluppare altre attività e iniziative necessarie al raggiungimento dei fini istituzionali.

## Cronotassi

### Presidenti
- Professore Ivano Dionigi (10 novembre 2012[2] - maggio 2023[3] ritirato)
- Professore Mario De Nonno, dal 31 maggio 2023

### Segretari
- Presbitero Roberto Spataro, S.D.B. (10 novembre 2012 - 10 dicembre 2019)
- Presbitero Giuseppe Caruso, O.S.A. (10 dicembre 2019 - maggio 2023)
- Professore Paolo D'Alessandro, dal 31 maggio 2023

## Membri
- Felix Maria Arocena Solano
- Rémi Brague
- Giuseppe Caruso, OSA
- Paolo D'Alessandro
- Mario De Nonno
- Ivano Dionigi
- Mirella Ferrari
- Robert Gooding
- Philip Hardie
- William Klingshirn
- Peter Kruschwitz
- Michel Willy Libambu
- Carla Lo Cicero
- Ambrogio M. Piazzoni
- Ermanno Malaspina
- Antonio Manfredi
- Paolo Marpicati
- Marcos Martinho Dos Santos
- Paul Mattei
- Luigi Miraglia
- Marco Navoni
- Stefen Oakley
- Sergio Pagano
- Anna Pasquazi
- Bruna Pieri
- Mauro Pisini
- Emanuela Prinzivalli
- Antonio Salvi, O.F.M. CAP.
- Manlio Sodi
- Roberto Spataro, SDB